# Петер Пелегрини
Петер Пелегрини (слч. Peter Pellegrini; Банска Бистрица, 6. октобар 1975) словачки је политичар. Тренутни је председник Републике Словачке. Бивши је премијер Словачке и бивши заменик премијера за инвестиције и информисање.

## Биографија
Пелегрини има италијанске корене. Његов прадеда Леополдо Пелегрини дошао је у Аустроугарско царство да би учествовао у изградњи пруге између Љевице и Звољена. Потом је одлучио да се настани у селу Љехотка под Брехми, у округу Жјар на Хрону.
Студирао је на Економском факултету Универзитета Матеј Бел и Техничком универзитету у Кошицама, фокусирајући се на банкарство, инвестиције и финансије. Између 2002. и 2006. године радио је као економиста, а касније као саветник члана Народне скупштине за приватизацију и економију Лубомира Важног.
На парламентарним изборима 2006. године добио је посланичко место у парламенту на листи странке Смер — социјалдемократија. Изабран је и на изборима 2010. године и 2012. године. Године 2012. постао је државни секретар за финансије, да би 3. јула 2014. године постао министар за образовање, науку, истраживање и спорт. Био је председник Народне скупштине у периоду од 25. новембара 2014. године до 23. марта 2016. године. Након тога је постао заменик премијера за инвестиције и информисање.
Дана 7. марта 2018. године, у политичкој кризи услед убиства истраживачког новинара Јана Куцијака и његове веренице, постао је вршилац дужности министра за културу председника Андреја Киска, да би 15. марта Роберт Фицо поднео оставку.
Дана 22. марта 2018. године представио је своју владу Народној скупштини, да би 26. марта био изгласан у парламенту за новог премијера Словачке.